# Гаккебуш, Екатерина Михайловна
Екатери́на Миха́йловна Гаккебуш (урождённая Юкельсон; 26 декабря 1913, Киев — 14 июня 1993, там же) — советская украинская театральная и кинохудожница. Жена Валерия Гаккебуша.

## Биография
Родилась в семье хирурга, профессора Михаила Борисовича Юкельсона (Юкельзона) (13 января 1864, Чернигов  — 6 августа 1938) и Любови Александровны Юкельсон. У неё был старшая сестра Лидия (6 июня 1908 — ?). Окончила Киевский художественный институт (1932).
Работала на Киевской студии художественных фильмов им. А. Довженко.
Автор костюмов к фильмам «Партизаны в степях Украины» (1941), «Украинские мелодии» (1945), «Третий удар» (1948), ««Богатырь» идёт в Марто» (1954), «Иван Франко» (1956), «Мать» (1956), «Штепсель женит Тарапуньку» (1957), Григорий Сковорода (1958), «Роман и Франческа» (1961), «Гулящая» (1961), «Ехали мы, ехали…» (1962), «Сон» (1964), «Два года над пропастью» (1966), «Ошибка Оноре де Бальзака» (1968), «Дума о Ковпаке» (1973—1976), «Тревожный месяц вересень» (1976, в соавтор.), «Если можешь, прости...» (1984).

## Награды и звания
- медаль «За трудовое отличие» (19.05.1981)